# Magistrat w Chełmie
Magistrat w Chełmie – budynek siedziby władz w Chełmie, przy ulicy Lubelskiej 63.

## Historia

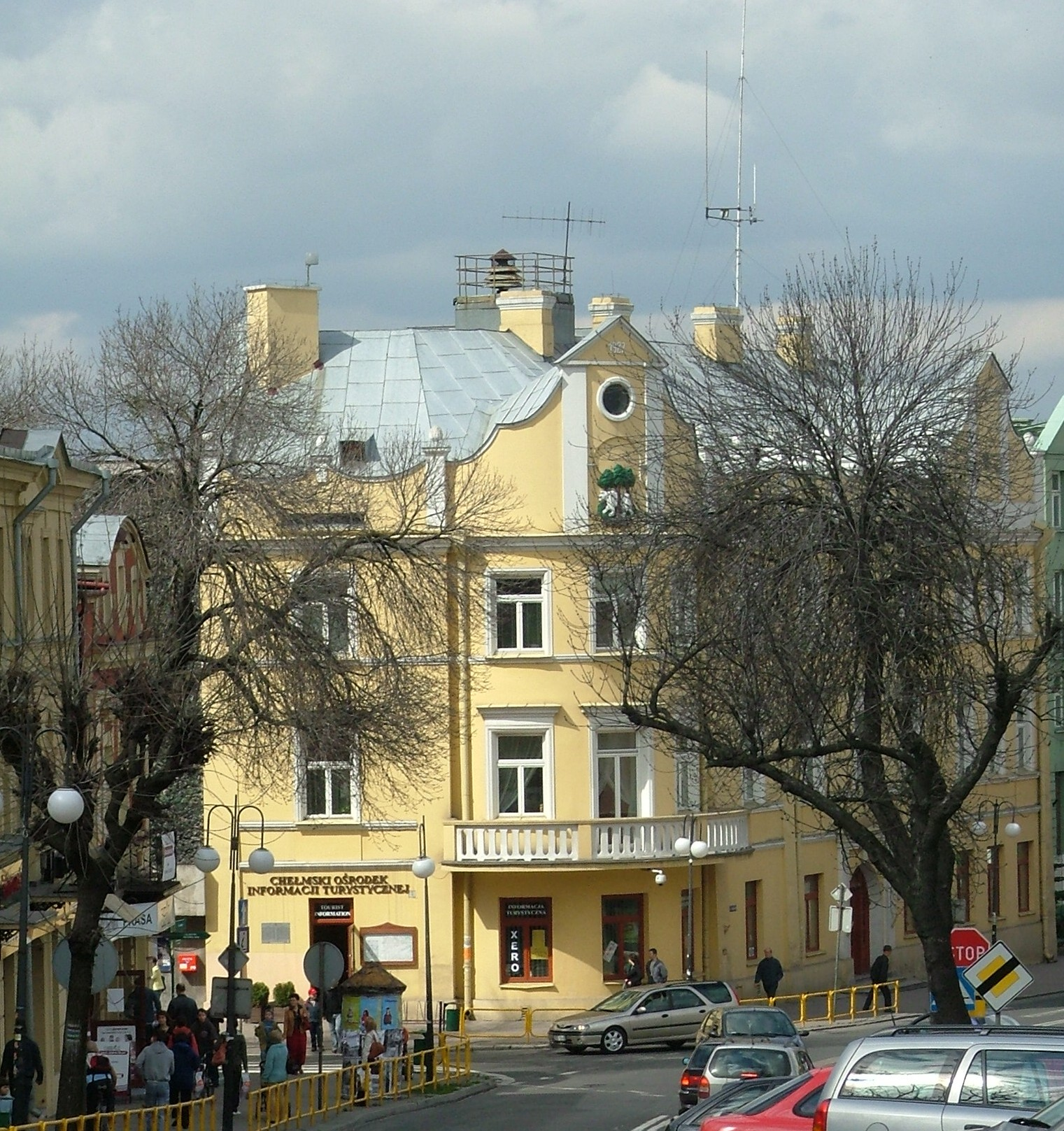
Magistrat w Chełmie

Budynek powstał w latach 1926–1927 z inicjatywy chełmskiego samorządu. Przeznaczeniem budynku była siedziba rady miejskiej i urzędów magistrackich. Część budynku planowano przeznaczyć na sklepy.
Część budynku przy ulicy Lubelskiej została rozbudowana w 1968 r. Obecnie jest to siedziba władz chełmskich.
Część budynku od ulicy Strażackiej została pierwotnie przeznaczona na Teatr Miejski, jednak problemy z wykończeniem budynku spowodowały, że władze miasta oddały go w ręce prywatne w formie dzierżawy. Począwszy od roku 1929 znajdowało się tu kino które w różnych okresach nosiło nazwy: "Wersal", "Ton" i "Tęcza". Obecnie znajduje się tu kino "Zorza".
W części narożnej budynku znajduje się Chełmski Ośrodek Informacji Turystycznej

## Architektura
Budynek został zaprojektowany w stylu neorenesansowym. Plan budynku opiera się na kształcie litery L. Część narożna zwieńczona jest dekoracyjnym szczytem na którym znajduje się okulus i płaskorzeźba z herbem miasta. Styl budynku nie jest już dzisiaj tak dobrze widoczny ze względu na liczne przebudowy, jednak nadal charakterystycznym elementem są attyki ze sterczynami.